# Ligne de tramway 387
La ligne 387 est une ancienne ligne du tramway vicinal de Gand de la Société nationale des chemins de fer vicinaux (SNCV) qui reliait Gand à Wetteren puis à Hamme.

## Histoire
16 janvier 1931 : électrification de la section Gand - Heusden Station/
Entre Wetteren et Hamme, le transport de passagers est supprimé le 18 avril 1953 et remplacé par une ligne d'autobus. Le transport de marchandises se poursuit jusqu'au 4 mai 1955. La section Gand(Sint-Amandsberg) - Wetteren est fermée le 28 septembre 1958